# Pentarthrum
Pentarthrum é um género de escaravelho da família Curculionidae. Ele contém cerca de 70 espécies de distribuição principalmente tropical.
Este género contém as seguintes espécies:
- Pentarthrum angustissimum Wollaston, 1873
- Pentarthrum blackburni Sharp, 1878
- Pentarthrum halodorum Perkins, 1926
- Pentarthrum huttoni Wollaston, 1854
- Pentarthrum obscurum Sharp, 1878